# Orthe
Orthe – rzeka we Francji, przepływająca przez tereny departamentów Mayenne oraz Sarthe, o długości 34,9 km. Stanowi dopływ rzeki Sarthe.